# Đập Jirau
Đập Jirau là một đập đắp đá với lõi bê tông kết hợp nhựa đường, được xây dựng trên sông Madeira ở bang Rondônia, Brazil. Nhà máy thủy điện của đập sẽ có 50 tuabin mỗi tuabin có công suất 75 MW, tổng công suất lắp đặt là 3.750 MW. Tổ máy phát điện đầu tiên của nhà máy điện đã được đưa vào vận hành vào tháng 9 năm 2013   và tổ máy cuối được đưa vào vận hành vào tháng 12 năm 2016 . Hầu hết lượng điện được truyền tải sang phía đông nam Brazil thông qua hệ thống HVDC của Rio Madeira.

## Thiết kế
Đập Jirau là đập kè kết hợp với nhà máy điện và đập tràn bằng bê tông. Chiều dài của toàn bộ đập là 1.100 m (3.609 ft)     trong khi phần kè là 800 m (2.625 ft). Đập kè được uốn cong, cao 63m và có lõi bằng nhựa đường. Khối lượng cấu trúc của nó là 2.000.000 m3 (70.629.333 ft khối)         trong đó 17.000 m3 (600.349 ft khối) là nhựa đường. Đập tràn của đập bao gồm 21 cửa xả và có lưu lượng tối đa là 82.000 m3/s (2.895.803 cu ft/s). Nhà máy điện chạy trên sông bao gồm 50 tuabin Kaplan nằm ngang  x 75 MW mỗi tuabin, với tổng công suất lắp đặt là 3.750 MW. Hồ chứa do đập tạo ra có diện tích bề mặt là 258 km2 (100 dặm vuông Anh).. Nhà máy điện được xây dựng bởi công ty GDF Suez SA của Pháp và công ty Brazil Camargo Correa SA.